# دریای ویسایا

موقعیت دریای ویسایا در مجمع‌الجزایر فیلیپین

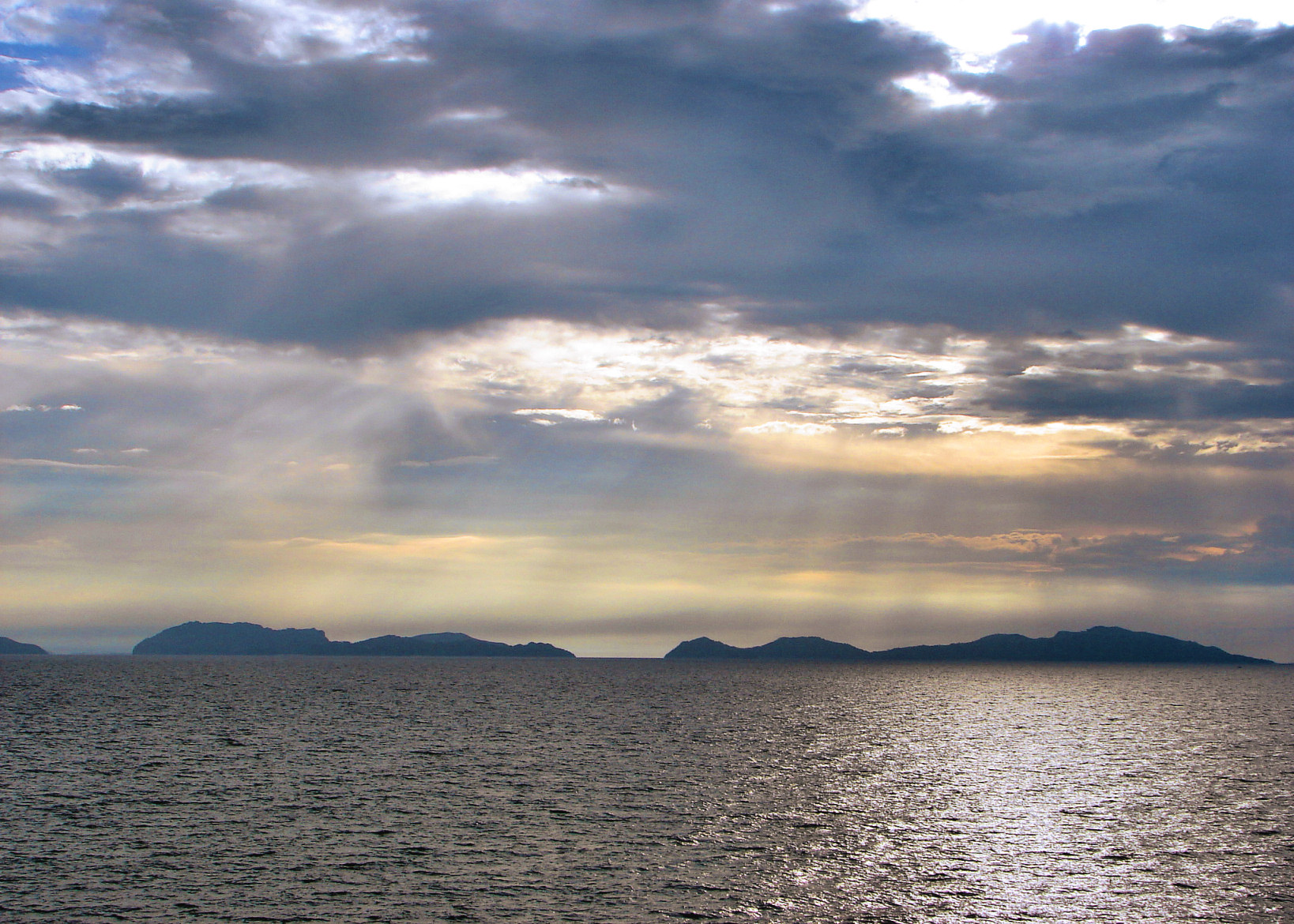
نمایی از دریای ویسایا

دریای ویسایا نام دریایی کوچک در مرکز فیلیپین است که پیرامون ۱۰ هزار کیلومتر مربع مساحت داشته و در بین جزایر ماسبیت در شمال، لیته در شرق، پانای در غرب و سیبو و نگروس در جنوب قرار گرفته‌است. این دریا که بخشی از آب‌های اقیانوس آرام به‌شمار می‌رود نسبتاً کم‌عمق بوده و ژرفایی پیرامون ۴۰ متر یا کمتر دارد که این موضوع آن را به یکی از مراکز غنی ماهیگیری مبدل ساخته است.
دریای ویسایا همچنین غنی‌ترین دریای جهان از نظر تنوع زیست دریایی به‌شمار می‌رود با این حال شیوه‌های ویرانگر ماهیگیری همچون استفاده از مواد منفجره و سیانید به‌علاوهٔ صید بیش‌ازاندازهٔ ماهیان سبب وارد آمدن آسیب جدی به محیط زیست این دریا شده به نحوی که ۹۵ درصد حیات دریایی و ۹۹ درصد مرجان‌های آن از بین رفته‌اند. آلودگی دریا نیز یکی دیگر از عوامل نابودی دسته‌جات ماهیان بوده و نگرانی از شرایط موجود سبب شده‌است تا در سال‌های اخیر تلاش‌هایی برای محافظت از دریای ویسایا صورت پذیرد.